# Diospyros confertiflora
Diospyros confertiflora är en tvåhjärtbladig växtart som först beskrevs av William Philip Hiern, och fick sitt nu gällande namn av Bakh. Diospyros confertiflora ingår i släktet Diospyros och familjen Ebenaceae. Inga underarter finns listade i Catalogue of Life.